# Museum Stad Appingedam
Museum Stad Appingedam is een cultuurhistorisch streekmuseum in Appingedam in de provincie Groningen.

## Huisvesting en organisatie
Het museum werd in 1942 opgericht op initiatief van de Damster advocaat en lokaal politicus mr. A.T. Vos als het Gewestelijk Historisch Museum Appingedam. In 1953 werd het geopend in de Oude Kerkstraat, hoek Wijkstraat. Later was het museum  gehuisvest in het pand Blankenstein, een iets westelijker gelegen edele heerd die het museum deelde met De Noordelijke Kunsthof, een galerie die daar nog gevestigd is.
In 1998 volgde een verhuizing naar de Wijkstraat tegenover het raadhuis van Appingedam en de Nicolaïkerk.
Het museum is eigendom van de Stichting Museum Stad Appingedam met als doel "het verzamelen, onderzoeken en beschrijven van alle bescheiden, platen, boekwerken en alle andere voorwerpen en schriftelijke gegevens omtrent de geschiedenis van Groningen (de stad Groningen uitgezonderd) en meer bepaald van het kwartier Fivelingo in de meest uitgebreide zin van het woord, alsmede het voor het publiek tentoonstellen van die verzameling". Er zijn twee betaalde medewerkers en ongeveer 40 vrijwilligers.

## Steenhuis
Het museum is gevestigd in het pand Wijkstraat 25 dat verbonden is met het erachter gelegen pand Dijkstraat 30 (oorspronkelijk nummer 12), waarvan de kern wordt gevormd door een steenhuis uit de 13e eeuw. Dit huis mat 7 bij 7 meter en werd in de 15e eeuw samengevoegd met een naastgelegen pand. Hierbij werd het steenhuis verlaagd. Het geheel kreeg omstreeks 1558 een nieuwe kap die nog grotendeels aanwezig is. Het pand wordt voor het eerst vermeld in 1647. In de 18e eeuw was het in gebruik als apotheek. Als eigenaren worden genoemd Pieter Ketelaar, Peter Verkade en Martinus Verkade. Het geheel werd in 1857 gekocht door burgemeester Regnerus Tjaarda Mees, die het liet voorzien van een gepleisterde lijstgevel. In de tweede helft van de 19e eeuw was het pand opnieuw als apotheek in gebruik. Bij restauratiewerkzaamheden stuitte men op een lemen vloer op ongeveer 5 meter onder straatniveau. Hier werd aardewerk gevonden uit de periode 1000-1300. Ook zijn restanten zichtbaar van een kruisgewelf. Na de restauratie kwam het pand in het bezit van de Vereniging Hendrick de Keyser.
Het pand Wijkstraat 25 is een patriciërswoning uit de 18e eeuw met schilddak en hoekschoorstenen. In de tuin bevindt zich tevens een achtkantige theekoepel van rond 1910. De panden Wijkstraat 25 en Dijkstraat werden in respectievelijk 1968 en 1972 aangemerkt als rijksmonument.

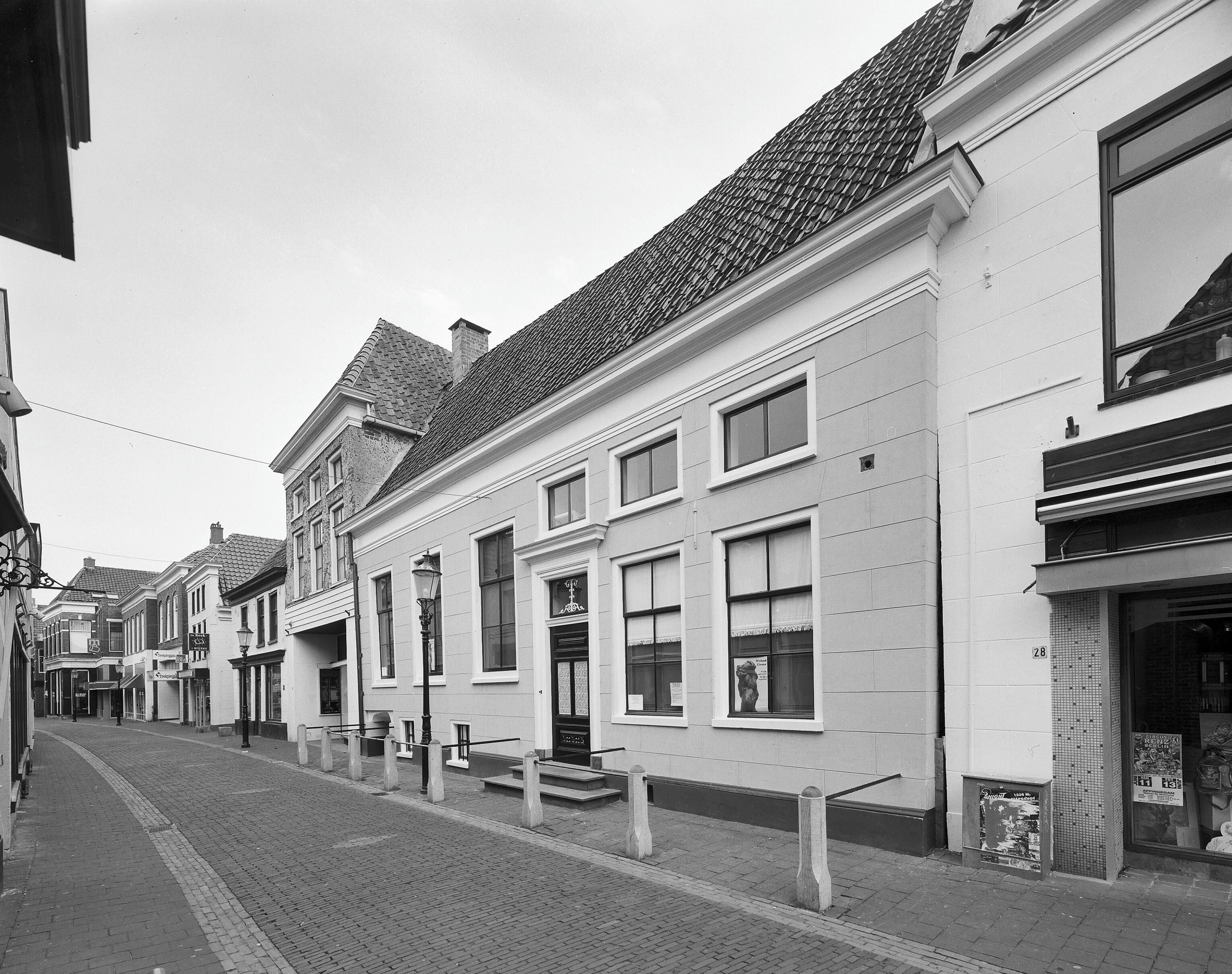
Dijkstraat 30 in 1999.
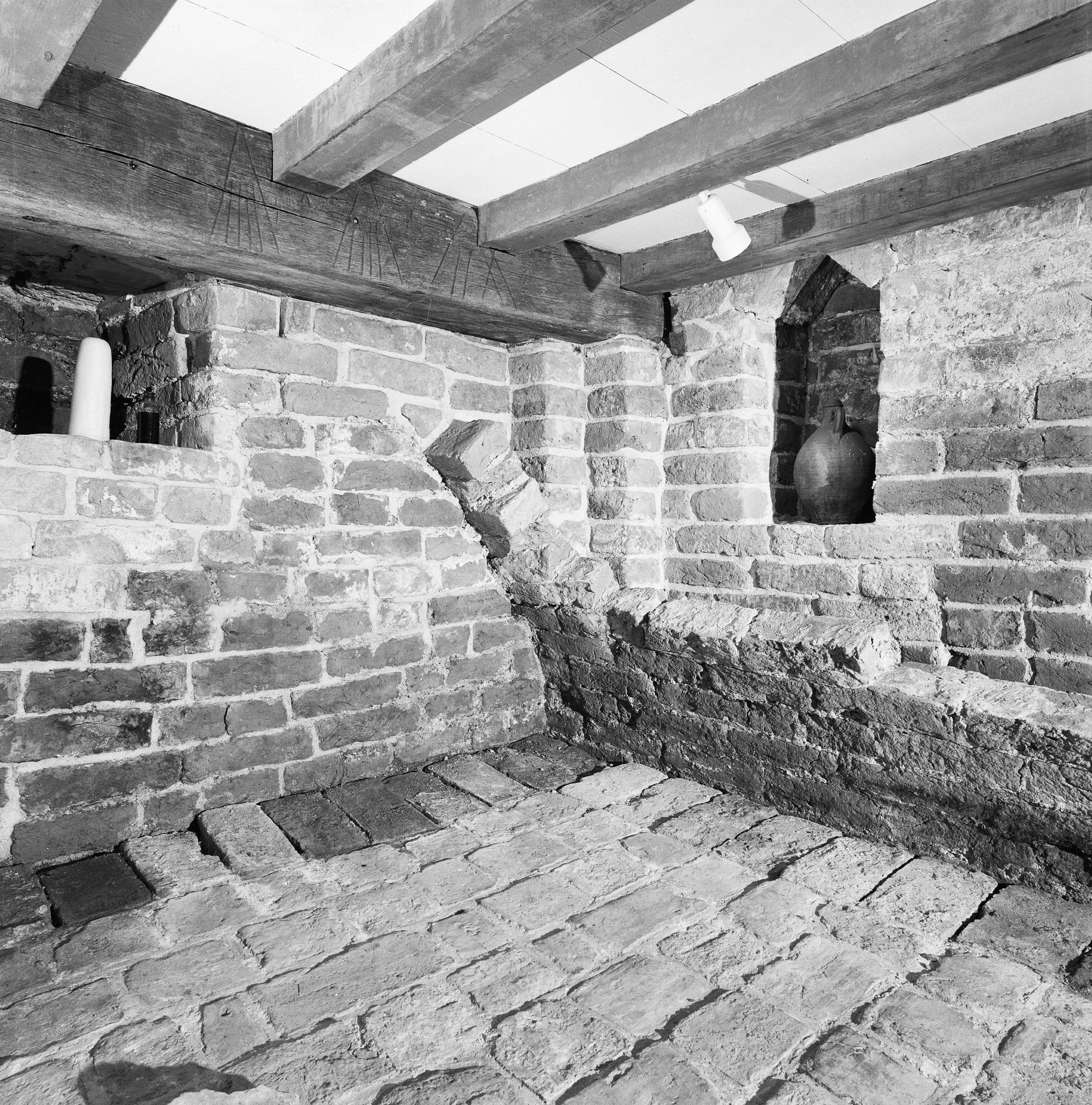
Restanten van gewelven in het pand Dijkstraat 30.
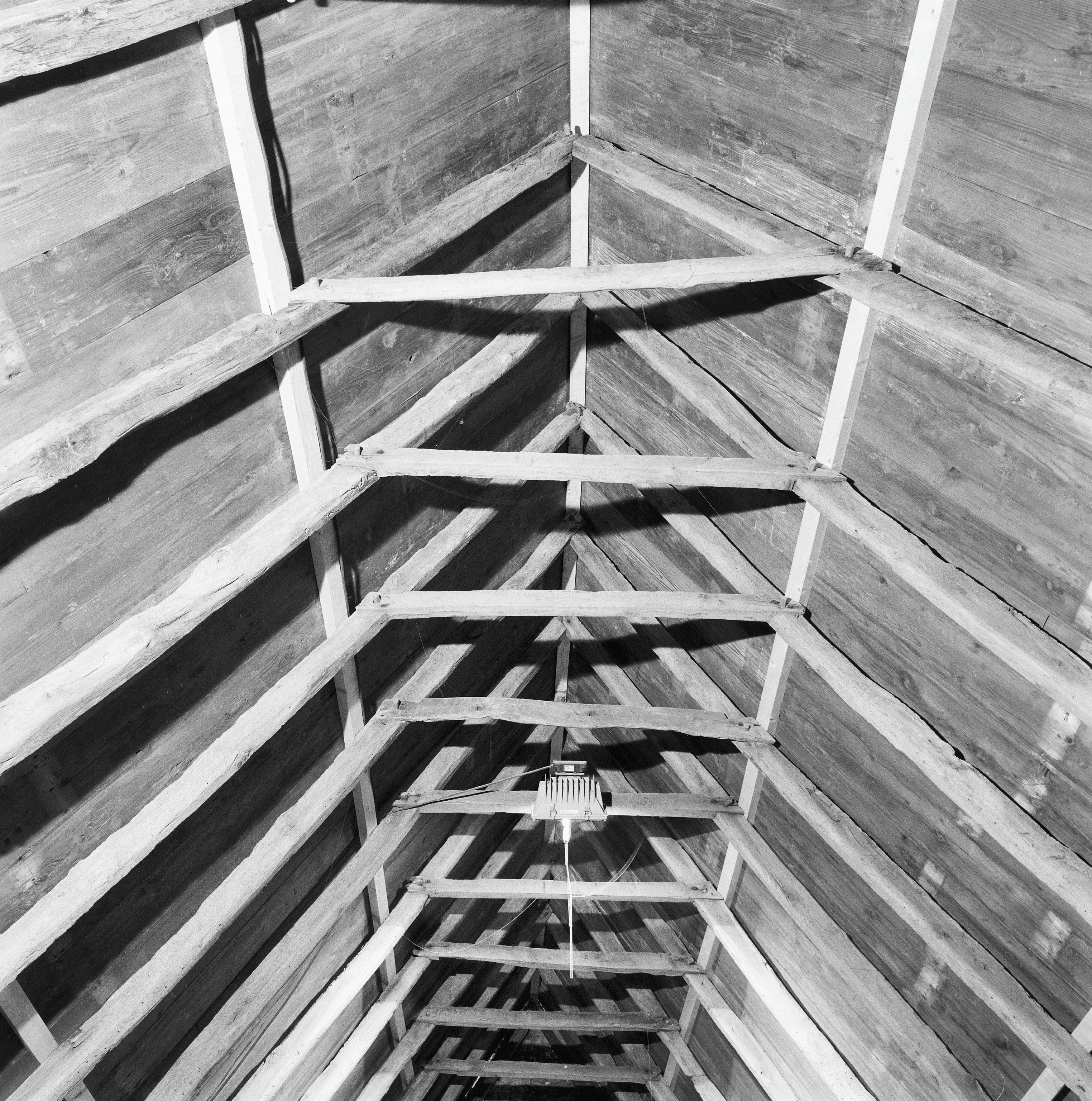
Kapconstructie van Dijkstraat 30 uit de 16e eeuw.
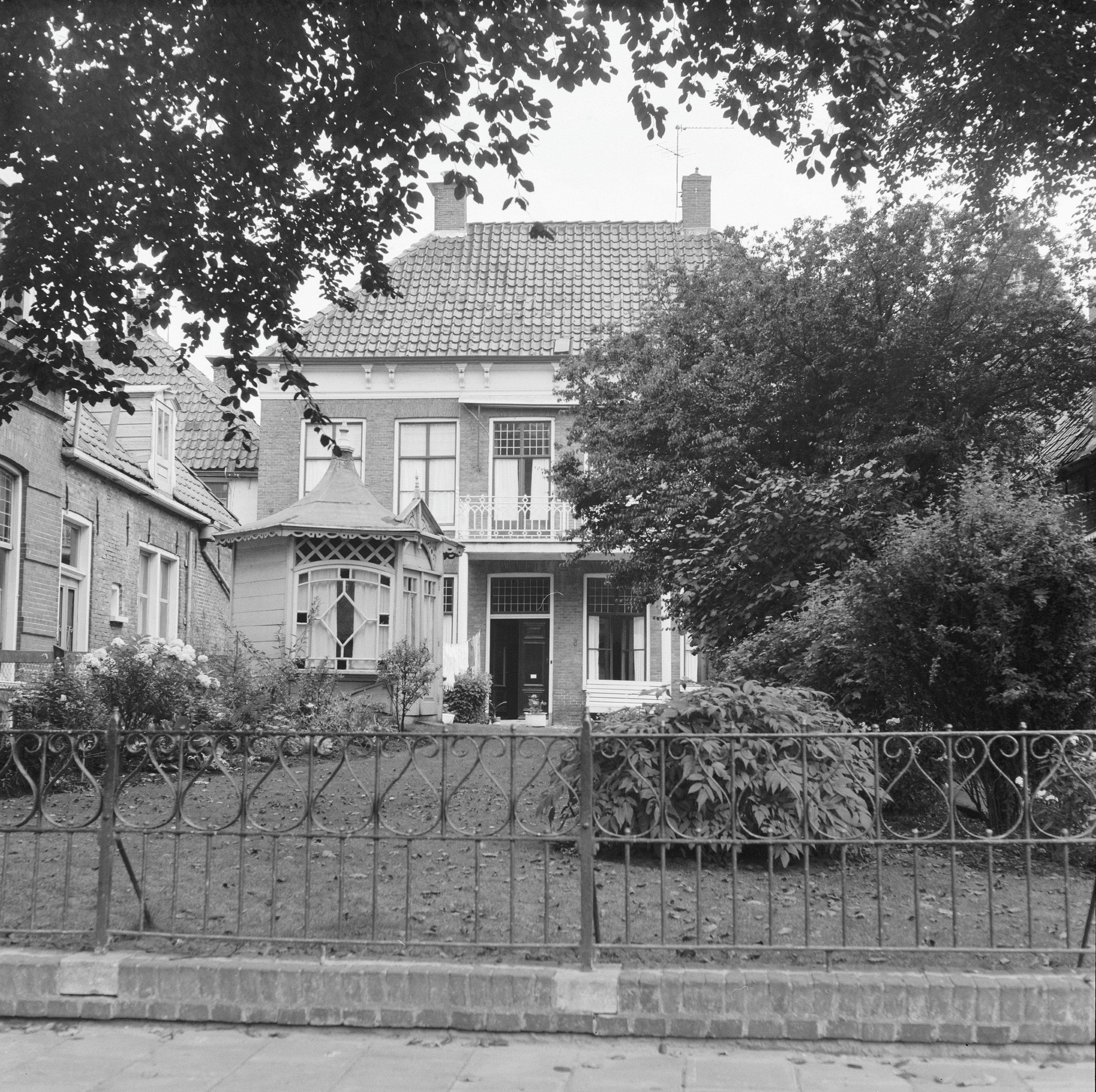
Wijkstraat 25.

## Collectie
De collectie van het museum bevat verschillende stukken die verband houden met de geschiedenis van de stad Appingedam en het gebied Fivelingo, waarvan Appingedam van oudsher de hoofdstad was. Het museum heeft naast een uitgebreide zilvercollectie van zilversmeden uit Appingedam ook een voor Nederland unieke koperslagerijverzameling. Daarnaast organiseert het museum jaarlijkse exposities. 